# Histoire de la Royal Air Force
L'histoire de la Royal Air Force, l'armée de l'air du Royaume-Uni, s'étend sur un siècle d'aviation militaire britannique.
La RAF est fondée le 1er avril 1918, vers la fin de la Première Guerre mondiale par la fusion du Royal Flying Corps et du Royal Naval Air Service. Après la guerre, la taille de la RAF est considérablement réduite et, pendant l'entre-deux-guerres, elle est utilisée pour des opérations de police dans l'Empire britannique. La RAF connait une expansion rapide avant et pendant la Seconde Guerre mondiale. Pendant la guerre, l'armée de l'air est responsable de la défense aérienne de la Grande-Bretagne, de la campagne de bombardement stratégique contre l'Allemagne et du soutien tactique à l'armée britannique sur tous les théâtres d'opérations.
Pendant la guerre froide, son rôle principal consiste en la défense du continent européen contre une éventuelle attaque de l'Union soviétique, notamment en tenant la dissuasion nucléaire britannique pendant un certain nombre d'années. Après la fin de la guerre froide, la RAF participe à plusieurs opérations à grande échelle, notamment la guerre du Golfe, la guerre du Kosovo, la guerre en Afghanistan et la guerre en Irak.

## Formation et entre-deux-guerres

### Formation

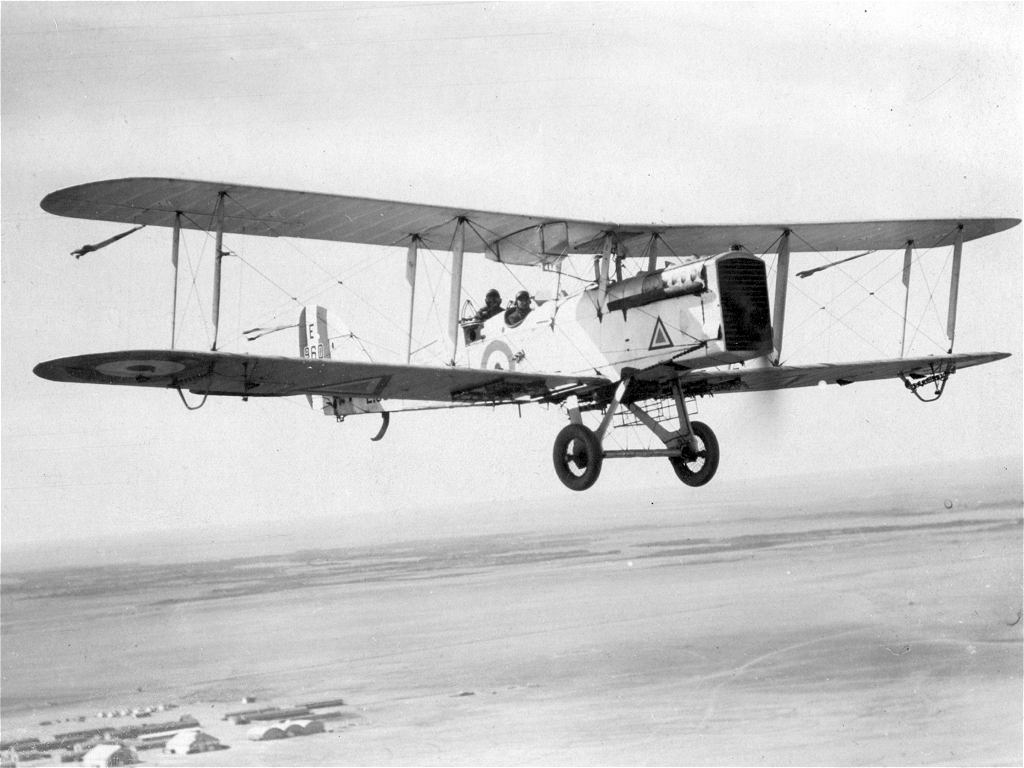
Airco DH.9A.

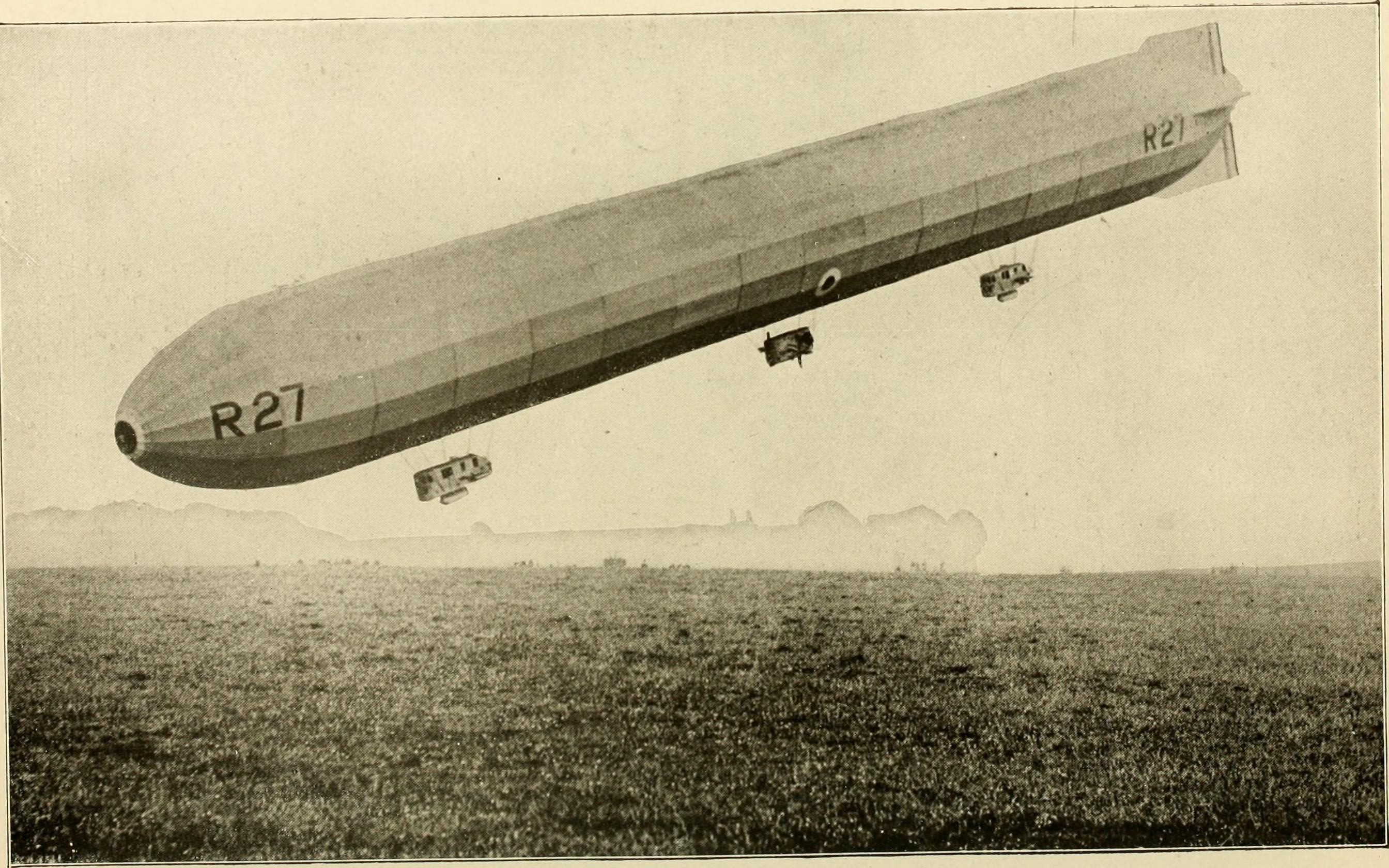
Dirigeable R27 en 1918.

Bien que non pionnier dans la technologie aérienne militaire, la RAF est la plus ancienne force aérienne indépendante du monde : c'est-à-dire la première force aérienne à devenir indépendante du contrôle de l'armée ou de la marine. Cette composante est fondée le 1er avril 1918 par la fusion du Royal Flying Corps (RFC) et du Royal Naval Air Service (RNAS) et est contrôlée par le ministère de l'Air du gouvernement britannique créé trois mois plus tôt. Le Royal Flying Corps était né du Air Battalion des Royal Engineers sous le contrôle de l'armée britannique. Le Royal Naval Air Service est son équivalent naval, contrôlé par l'Amirauté. La décision de fusionner les deux services et de créer une armée de l'air indépendante résultent des événements de la Première Guerre mondiale, la première guerre au cours de laquelle la puissance aérienne eut un impact significatif. La création de la nouvelle force se base sur le rapport Smuts préparé par le maréchal Jan Smuts pour le cabinet de guerre impérial dans lequel il a servi.
Pour souligner la fusion de l'aviation militaire et navale dans le nouveau service, de nombreux titres d'officiers furent délibérément choisis d'après plusieurs caractères naval, tels que Flight lieutenant, Wing commander, Group captain et Air commodore.
La RAF nouvellement créée devient la force aérienne la plus puissante du monde à sa création, regroupant plus de 20 000 avions et plus de 300 000 personnes (y compris la Women's Royal Air Force). Les escadrons du RFC conservent leurs numéros tandis que ceux du RNAS sont renumérotés à partir de 201. Au moment de la fusion, le service aérien de la marine compte 55 066 officiers et hommes, 2 949 avions, 103 dirigeables et 126 stations côtières. Le personnel et les aéronefs restants proviennent du RFC. Le Royal Air Force Memorial est érigé après la guerre dans le centre de Londres. Le dernier membre fondateur survivant connu de la RAF est le vétéran de la Première Guerre mondiale Henry Allingham, décédé en 2009 à l'âge de 113 ans.
Après la fin de la Grande guerre et les coupes dans la défense britannique qui l'accompagne, la RAF nouvellement indépendante (et toujours temporaire) doit patienter neuf mois pour savoir si celle-ci sera retenue par le Cabinet. 6 500 officiers, tous titulaires de commissions temporaires ou détachés de l'armée et de la marine, ont postulé pour des commissions permanentes. Le Cabinet en sanctionna au maximum 1 500 et le ministère de l'Air en proposa 1 065 aux candidats, publiant la première liste le 1er août 1919, dont 75 % à court terme (deux à cinq ans). Le service dans son ensemble avait été réduit à 35 500 hommes.

### Police de l'Empire

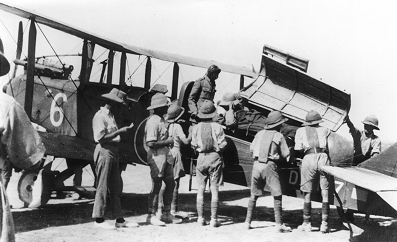
Un avion de la RAF au Somaliland en 1920.

La RAF obtient la tâche de surveillance de l'Empire britannique depuis les airs. L'utilisation de la puissance aérienne s'avérera un moyen plus rentable de contrôler de vastes zones que l'utilisation de forces terrestres conventionnelles. Hugh Trenchard, chef d'état-major de l'Air, avait formulé des idées sur l'utilisation d'avions dans la police coloniale. Celles-ci sont mises en pratique pour la première fois en 1920 lorsque la RAF et les unités terrestres impériales parviennent à faire reculer les derviches rebelles du Somaliland. L'année suivante, en 1921, elle reçoit la responsabilité de toutes les forces britanniques en Irak avec la tâche de « surveiller » les troubles tribaux. Elle sert également en Afghanistan en 1925, où elle est employée de manière indépendante pour la première fois de son histoire, puis à nouveau en 1928, lorsqu'à la suite du déclenchement de la guerre civile, la légation britannique et certains membres du personnel diplomatique européen basés à Kaboul ont été arrêtés.

### Activités en Grande-Bretagne

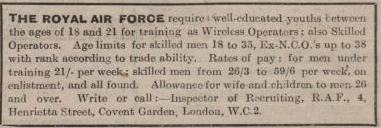
Une publicité de la RAF recrutant des opérateurs radio, tirée de l'édition du 21 décembre 1923 du Radio Times.

C'est pendant l'entre-deux-guerres que la RAF a dû se battre pour sa survie – certains ont remis en question la nécessité d'une force aérienne séparée, surtout en temps de paix. Pour éviter sa dissolution et afin d'éviter que ses fonctions ne reviennent à l'armée et à la marine, la RAF dépense des énergies considérables pour se maintenir dans l'œil du public par des investissements telles que le spectacle aérien annuel de Hendon, soutenant une équipe pour la compétition de course aérienne de la Coupe Schneider, et la production de films documentaires. En 1936, une réorganisation du commandement de la RAF voit la création du Fighter Command, du Bomber Command et du Coastal Command.

### Aéronavale
La création de la RAF retire tous les aéronefs et le personnel navigant de la marine, bien que l'Amirauté  conservera le contrôle des porte-avions. Le 1er avril 1924, la Fleet Air Arm de la Royal Air Force est formée sous le contrôle du ministère de l'Air. Il se compose des unités de la RAF normalement embarquées sur des porte-avions et des navires de combat. Le chef d'état-major de l'air, Lord Trenchard, son état-major de l'air et ses successeurs soutiennent que « l'air est indivisible », l'aviation navale relevant à juste titre de la responsabilité de la RAF. L'Amirauté adopta le point de vue opposé et, durant la première moitié des années 1920, fit pression pour que l'aviation navale revienne sous son contrôle. Les arrangements de défense britanniques dans l'entre-deux-guerres auront un impact sérieux sur le développement doctrinal de la puissance aérienne navale britannique, car la marine manquait d'aviateurs navals expérimentés.
Au cours des années 1920 et de la première moitié des années 1930, les dépenses du gouvernement pour la RAF sont limitées et l'état-major de l'air accorde une plus grande priorité aux bombardements stratégiques qu'à l'aviation navale. En résulte qu'à la fin des années 1930, la Fleet Air Arm demeure équipée d'avions obsolètes – comme le bombardier torpilleur biplan à trois hommes Fairey Swordfish, entre autres – en nombre limité, alors que le Service aérien de la marine impériale japonaise commençait à utiliser le bombardier torpilleur monoplan à ailes basses Nakajima B5N depuis les porte-avions en 1938, comme exemple de la façon dont la technologie aéronautique de la Fleet Air Arm était littéralement « laissée pour compte » par l'un de ses futurs ennemis. En 1936, l'Amirauté mène à nouveau une campagne pour le retour de l'aviation navale sous son contrôle, et finit par prendre responsabilité de l'administration de la Fleet Air Arm le 30 juillet 1937. Moins de deux ans plus tard, le 24 mai 1939, la Fleet Air Arm revint au contrôle total de l'Amirauté sous le prix Inskip et rebaptisée Air Branch of the Royal Navy.

### Bombardement stratégique
La RAF développe sa doctrine de bombardement stratégique qui conduira à la construction de bombardiers à longue portée, devenant la philosophie de base de la Seconde Guerre mondiale.

## Seconde Guerre mondiale (1939-1945)

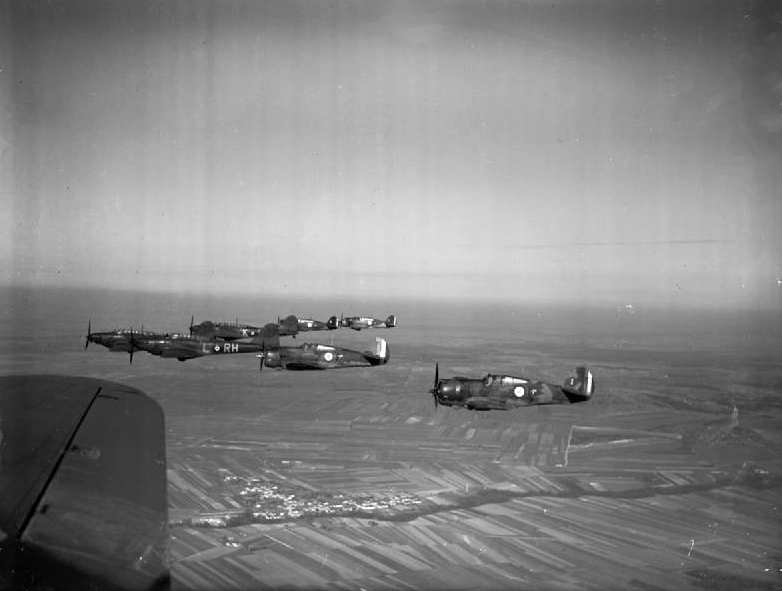
Des Fairey Battle du No. 88 Squadron de la RAF Advanced Air Striking Force, basés a Mourmelon-le-Grand, volant en formation avec des Curtiss P-36 Hawk français de la 1re escadrille du Groupe de Chasse 1/2 (GC 1/2) en février 1940.

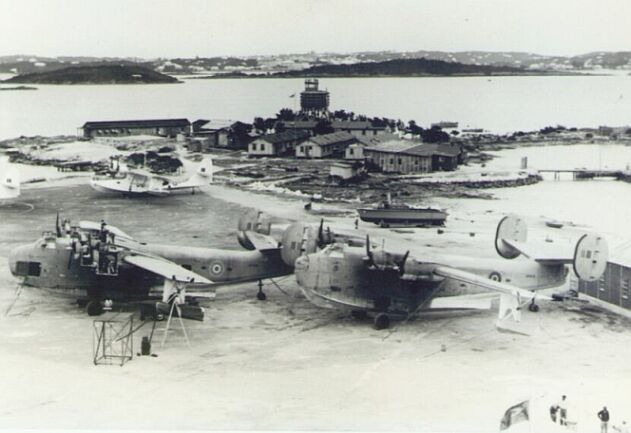
Base de la RAF aux Bermudes pendant la Seconde Guerre mondiale.

La RAF connait une expansion rapide après le déclenchement de la guerre contre l'Allemagne nazie en 1939. Cela comprend la formation d'équipages britanniques dans les pays du Commonwealth britannique dans le cadre du plan d'entraînement aérien du Commonwealth britannique et le détachement de nombreux escadrons entiers et de dizaines de milliers de membres du personnel des forces aériennes du Commonwealth. Par exemple, à la fin de la guerre, le personnel de l'Aviation royale canadienne avait fourni plus de 30 escadrons au service des formations de la RAF ; près du quart du personnel du Bomber Command était canadien. De même, environ 9 % du personnel ayant servi avec la RAF en Europe et en Méditerranée était détaché de la Force aérienne royale australienne. À ceux-ci et à d'autres membres du personnel du Commonwealth britannique s'ajouteront plus tard des milliers d'hommes d'autres pays, dont beaucoup avaient fui l'Europe occupée par l'Allemagne.
Une période déterminante de l'existence de la RAF survient pendant la bataille d'Angleterre. Au cours de l'été 1940, la RAF affronte la Luftwaffe dans peut-être la campagne aérienne la plus longue et la plus compliquée de l'histoire. Cela a sans doute énormément contribué au retard puis à l'annulation des plans allemands d'invasion du Royaume-Uni (opération Seelöwe). Parmi ces quelques centaines de pilotes de chasse de la RAF, le Premier ministre Winston Churchill déclare à la Chambre des communes le 20 août : « Jamais dans l'histoire des conflits tant de gens n'ont dû autant à si peu». Il prononça ces mots pour la première fois en quittant le bunker de la bataille d'Angleterre à RAF Uxbridge le 16 août. Cependant, ces dernières années, certains historiens militaires suggèrent de manière controversée que les actions de la RAF n'auraient pas empêché une invasion et que le principal moyen de dissuasion était le commandement de la Royal Navy sur la mer.

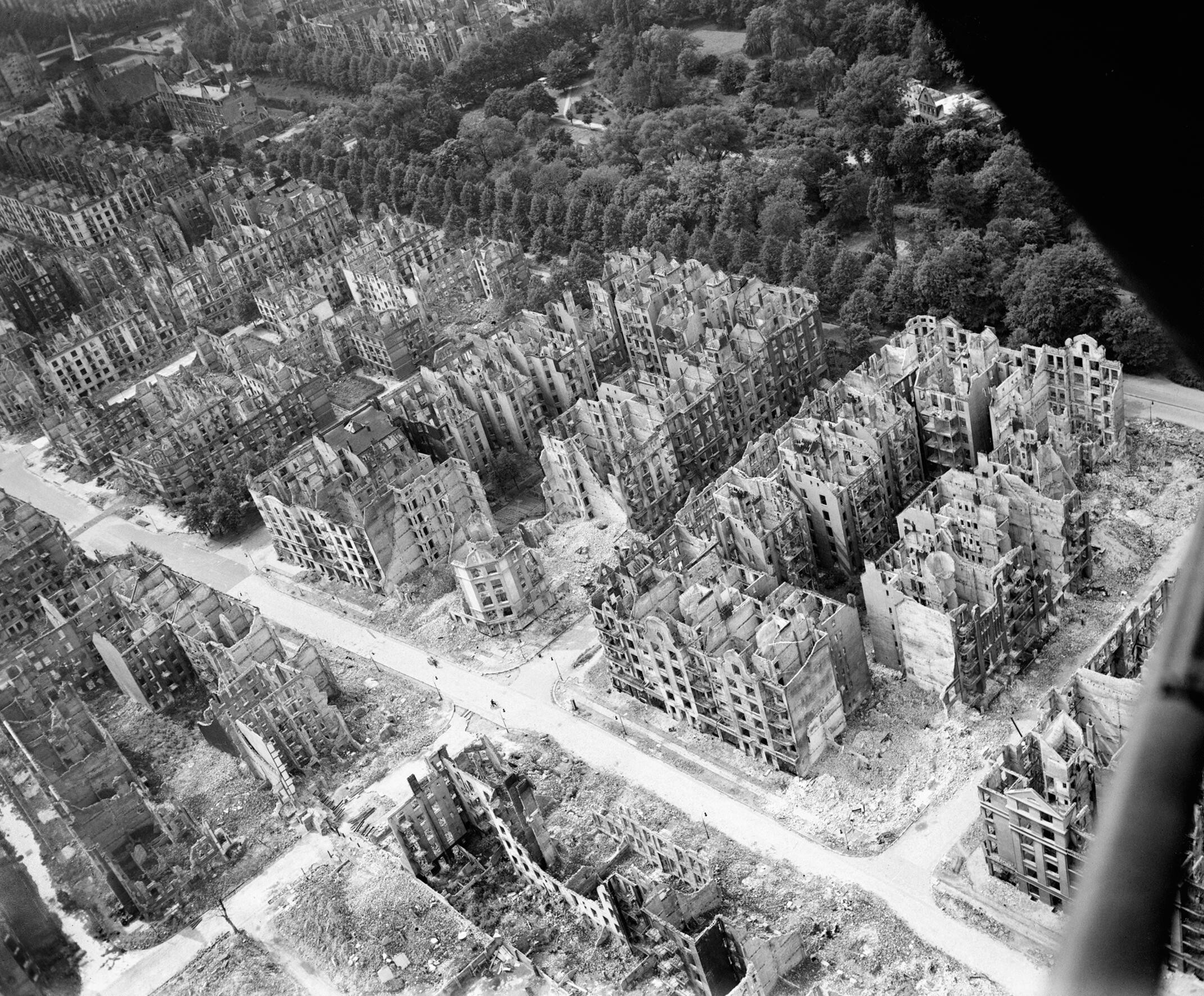
Quartier résidentiel de Hambourg après l'attaque de la RAF de 1943 (opération Gomorrhe).

Le principal effort de la RAF pendant la guerre fut la campagne de bombardement stratégique contre l'Allemagne. À partir du 31 mai 1942, le Bomber Command de la RAF à la possibilité d'organiser des raids nocturnes à grande échelle, impliquant parfois jusqu'à 1 000 avions. À partir du milieu de 1942, un nombre croissant de ces avions impliquent des bombardiers quadrimoteurs lourds tels que le Handley Page Halifax et l'Avro Lancaster. Les raids notables incluent l'opération Millennium contre Cologne, le premier raid de 1000 bombardiers ; l'opération Chastise, les raids des « Dambusters » sur des cibles dans la vallée de la Ruhr ; l'opération Gomorrhe, la destruction de Hambourg ; et la bataille aérienne de Berlin. Le chasseur-bombardier bimoteur De Havilland Mosquito, plus léger et rapide, est utilisé pour des raids tactiques comme l'opération Carthage, un raid contre le quartier général de la Gestapo à Copenhague.
Il existe une controverse historique considérable sur l'éthique des attaques à la bombe incendiaire à grande échelle contre les villes allemandes au cours des derniers mois de la guerre, comme le bombardement de Dresde, le bombardement de Pforzheim, le bombardement de Heilbronn et d'autres villes allemandes.

## Guerre arabo-israélienne (1948)
Après la fin du mandat britannique sur la Palestine, l'État d'Israël est fondé le 14 mai 1948. Les forces égyptiennes pénètrent en territoire israélien dans le cadre d'une coalition militaire plus large de la Ligue arabe, l'armée de l'air royale égyptienne fournissant des bombardiers légers ainsi que des Spitfire. Le 22 mai, les Égyptiens attaquent la base de la RAF de Ramat-David, estimant que celle-ci avait déjà été prise par les forces israéliennes. Deux Spitfire LF.IX de l'Armée de l'air égyptienne mitraillent les Spitfire FR.XVIII de la RAF du 32e escadron et du 208e escadron au sol. Les Flying officer Geoff Cooper et Roy Bowie du 208e escadron sont déployés dans leurs Spitfire FR.XVIII pour mener une patrouille permanente. Alors que trois Spitfire égyptiens lancent une deuxième attaque, dont deux sont abattues par Cooper et Bowie. Les officiers McElhaw et Hully, également du 32e escadron, sont déployés en renfort avant l'arrivée de la troisième vague de Spitfire égyptiens. McElhaw abat notamment deux avions.
En raison des circonstances confuses du conflit au Moyen-Orient de 1948, la RAF se retrouve à combattre les milices juives, et plus tard, l'armée de l'air israélienne naissante. Les bases de la Royal Air Force dans la région sont attaquées par les deux camps et des avions de reconnaissance abattus. Entre autres, le 7 janvier 1949, le Flying officer McElhaw, qui a participé à l'action contre les Égyptiens décrite ci-dessus, et deux autres pilotes, ont été abattus par des Spitfire israéliens alors qu'ils effectuaient une reconnaissance après une attaque aérienne contre une colonne israélienne par des avions égyptiens.

## Guerre froide (1947–1990)

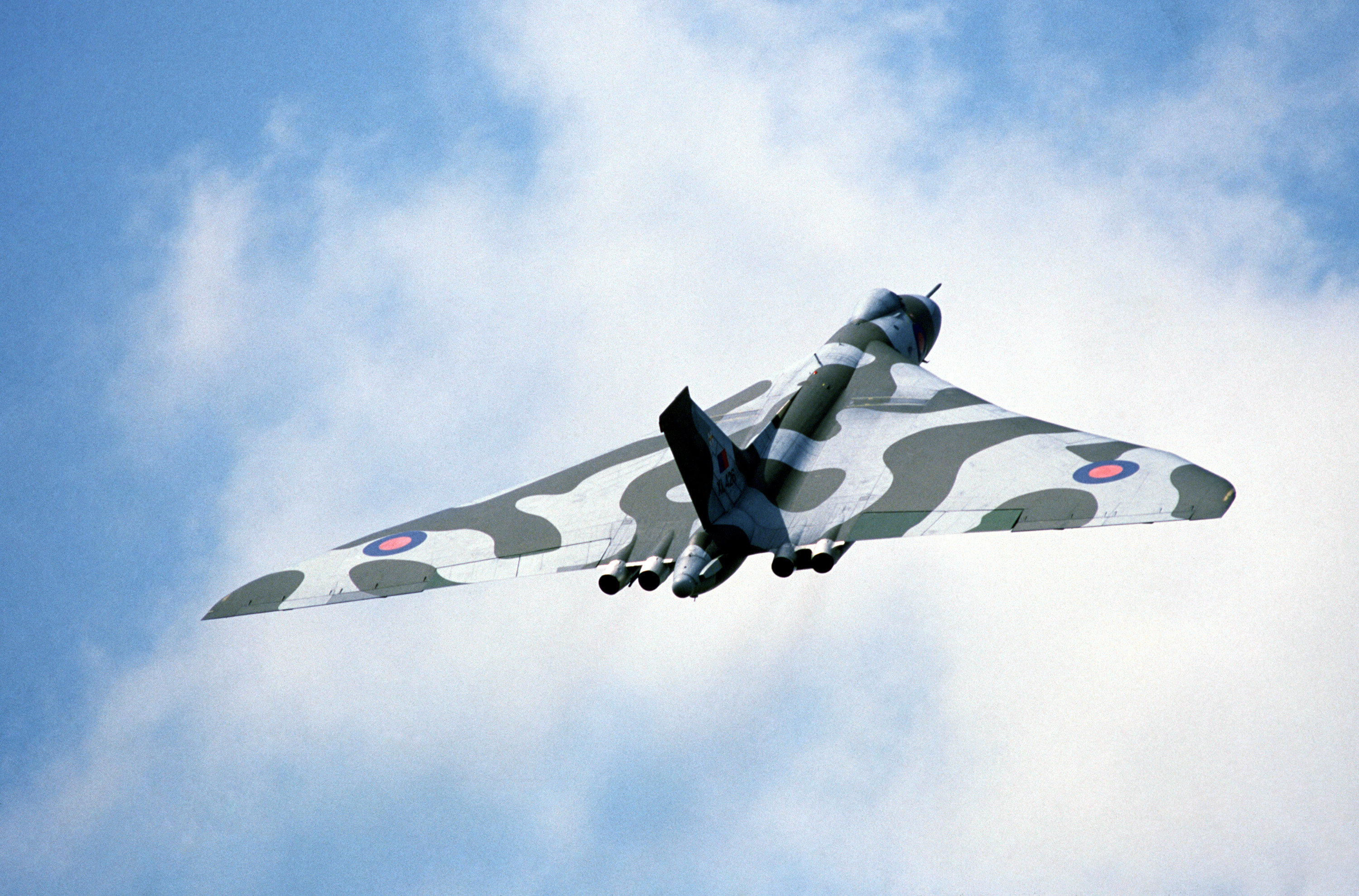
L'Avro Vulcan est un bombardier stratégique utilisé pendant la guerre froide pour transporter des bombes conventionnelles et nucléaires.

Après la victoire de la Seconde Guerre mondiale, la RAF doit être réorganisée davantage, car les progrès technologiques de la guerre aérienne voient l'arrivée des chasseurs à réaction et des bombardiers. La première action importante de la guerre froide de la RAF est sa participation au pont aérien de Berlin en 1948 et 1949.
Bien que le Royaume-Uni n'ait basé aucun escadron de la RAF en Corée pendant la guerre de Corée, l'Independent rapporte que 41 officiers de la RAF ont été détachés pour servir avec l'US Air Force; plusieurs pilotes de la RAF ont participé à des échanges avec l'USAF, principalement pilotant des F-86 Sabre, et crédités de sept victoires. Au moins un pilote perd la vie lorsque son F-84E Thunderjet est abattu par des tirs antiaériens le 2 janvier 1952 alors qu'il tentait de mitrailler une colonne de camions près de Sunsan, un village au nord de Pyongyang,,. D'autres pilotes de la RAF ont piloté des Meteor dans des escadrons de la Force aérienne royale australienne lors d'attaques de soutien au sol. Deux vols d'avions de coopération de l'armée ont volé à l'appui du repérage et de la reconnaissance de l'artillerie. En outre, trois escadrons d'hydravions de la RAF basés à Singapour ont détaché un escadron à la fois sur une base de rotation mensuelle au Japon et effectué des missions de reconnaissance maritime et météorologique en mer Jaune et le détroit de Tsushima.
Pour compléter les armes nucléaires britanniques difficiles à fabriquer rapidement, en 1958, la RAF et d'autres pays de l'OTAN reçoivent des armes nucléaires américaines dans le cadre du projet E comme mesure provisoire. Le Royaume-Uni avait fabriqué moins de 50 des 200 bombes atomiques et à hydrogène dont il avait besoin à ce stade. Les escadrons de V bomber assument la responsabilité exclusive de transporter la dissuasion nucléaire du Royaume-Uni jusqu'au développement des sous-marins à missiles Polaris de la Royal Navy. À la suite de l'introduction du Polaris en 1968, le rôle nucléaire stratégique de la RAF est réduit à un rôle tactique, en utilisant les bombes à gravité WE.177. Ce rôle se poursuivra par les V bomber dans les années 1980 et jusqu'en 1998 par les Tornado GR1,.
Le rôle principal de la RAF pendant les années de guerre froide consiste en la défense de l'Europe occidentale contre une attaque potentielle de l'Union soviétique, avec de nombreux escadrons basés en Allemagne de l'Ouest. Avec le déclin de l'Empire britannique, les opérations mondiales sont réduites et la RAF Far East Air Force est dissoute le 31 octobre 1971.
Malgré cela, la RAF participe à de nombreuses batailles pendant la période de la guerre froide. En juin 1948, elle lance l'opération Firedog contre les terroristes malais lors de l'urgence malaise. Les opérations se poursuivent pendant les 12 années suivantes jusqu'en 1960 avec des avions volant au départ de la RAF Tengah et de la RAF Butterworth. La RAF joua un rôle mineur dans la guerre de Corée, déployant seulement plusieurs hydravions. De 1953 à 1956, les escadrons Avro Lincoln de la RAF ont mené des opérations contre les Mau Mau au Kenya en utilisant sa base de la RAF Eastleigh. La crise de Suez en 1956 joue un rôle important dans la RAF, avec des avions opérant à partir de la RAF Akrotiri et de la RAF Nicosia à Chypre et de la RAF Luqa et de la RAF Hal Far à Malte dans le cadre de l'opération Mousquetaire. Le Konfrontasi contre l'Indonésie au début des années 1960 voit l'utilisation d'avions de la RAF, mais en raison d'une combinaison de diplomatie habile et d'ignorance sélective de certains événements par les deux parties, cela ne se transformera jamais en une guerre à grande échelle.

### Belize (1975–1994)
Le Belize (l'ancien Honduras britannique) était menacé depuis plusieurs années par le Guatemala qui revendiquait des droits sur le territoire. En 1975, à la suite de l'échec des négociations entre le Royaume-Uni et le Guatemala, les troupes guatémaltèques s'activent près de la frontière et, en octobre 1975, trois hélicoptères Westland Puma sont transportés par avion vers l'aéroport de Bélize alors que la garnison britannique est renforcée à 1 000 soldats. En novembre, six Hawker Siddeley Harrier du No. 1 Squadron RAF sont transportés par avion au Belize pour assurer une certaine défense de la frontière et soutenir les troupes. En avril 1976, face à la diminution de la menace, les Harriers sont renvoyés au Royaume-Uni. À la suite d'échecs de négociations n'ayant aboutis à aucun accord en juin 1977, la garnison est de nouveau renforcée avec six Harriers de retour en juillet. Malgré aucun envahissement du pays, les avions britanniques seront conservés au Belize. L'aérodrome est défendu par le régiment de la RAF avec des détachements Rapier et Bofors L40/70. Lors de la guerre civile au Guatemala dans les années 1970 et 1980, les forces britanniques fournissent un moyen de dissuasion et utilise le pays pour l'entraînement à la guerre dans la jungle. En 1991, à la suite d'une désescalade entre les deux pays, les Harrier quittent le Belize en juillet 1993 et les Puma en 1994.

### Guerre des Malouines

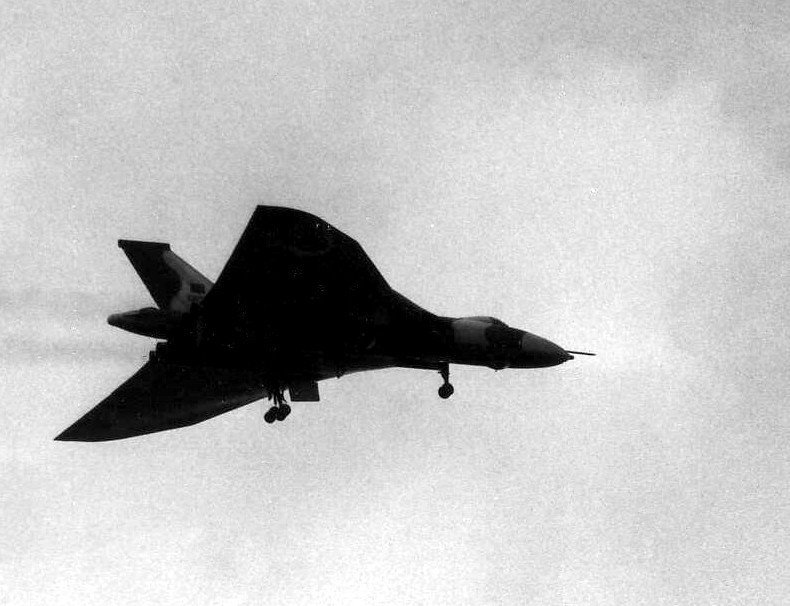
Un Vulcain au-dessus de l'île de l'Ascension le 18 mai 1982.

La guerre des Malouines en 1982 est principalement menée par la marine et l'armée en raison de la distance du champ de bataille des aérodromes alliés ; cependant, des avions de la RAF sont déployés au milieu de l'Atlantique sur la RAF Ascension Island et à bord des porte-avions de la marine aux côtés d'avions de la Fleet Air Arm. Un détachement de l'escadron no 1 est déployé dans la flotte britannique pendant la guerre, opérant à partir du HMS Hermes et effectuant des missions d'attaque au sol contre les forces argentines,. Les pilotes de la RAF ont également piloté des Sea Harrier de la Royal Navy dans le cadre d'un combat air-air et quatre des pilotes ont abattu cinq avions argentins.
Les missions les plus médiatisées de la RAF dans ce conflit sont les célèbres raids Black Buck utilisant des Avro Vulcan volant depuis l'île de l'Ascension. Cependant, l'armée de l'air mène de nombreuses autres opérations pendant le conflit, notamment en déployant des hélicoptères dans les Malouines, des Harrier GR3 depuis le HMS Hermes, des avions de chasse protégeant l'Ascension, des avions de patrouille maritime Nimrod MR2 scrutant l'Atlantique Sud, et assistant la flotte de pétroliers et de transport contribuant à l'énorme effort logistique requis pour la guerre.
Après la guerre, la RAF reste dans l'Atlantique Sud pour assurer la défense aérienne des îles Falkland. La base médio-atlantique de l'île de l'Ascension continua à servir de relais pour le pont aérien entre la Grande-Bretagne et les îles Falkland. En 1984, la RAF Mount Pleasant est construite pour fournir une installation de combat et de transport sur les îles, renforçant ainsi la capacité de défense des forces britanniques. Divers sites radar sont établis et un détachement du RAF Regiment fournit un soutien anti-aérien jusqu'à ce que ce rôle soit transféré à la Royal Artillery. En 2009, les F3 de défense aérienne sont remplacés par quatre Typhoon basés à la RAF Mount Pleasant.

## 1990–2000

### Guerre du Golfe
Au cours de la préparation de la guerre du Golfe, les chasseurs de la RAF sont basés en Arabie saoudite et au Koweït. Le 17 janvier 1991, la campagne aérienne principale débute au cours duquel plus de 100 avions de la RAF participent à pratiquement tous les rôles possibles. Cela marque un tournant important dans l'histoire de la RAF car ce fut la première fois que l'armée utilisait des munitions à guidage de précision en quantités importantes. Dans les années suivant la fin de la guerre, la RAF est impliquée dans des opérations visant à faire respecter les zones d'exclusion aérienne au-dessus de l'Irak et participe au bombardement de l'Irak en 1998.

### Missions dans les Balkans
En 1993, des avions Tornado F3 et AWACS de la RAF contribuent à l'opération Deny Flight, l'opération de l'OTAN visant à restreindre les mouvements de l'espace aérien au-dessus de la Bosnie-Herzégovine. L'opération se poursuit jusqu'à la fin de 1995.
La guerre du Kosovo en 1999 voit la RAF se battre au-dessus de l'Europe pour la première fois depuis la Seconde Guerre mondiale. Pendant le bombardement de la Yougoslavie, la RAF utilise les avions d'attaque au sol Harrier GR7 et Tornado ainsi qu'un éventail d'avions de soutien.

## 2001-présent

### Guerre contre le terrorisme

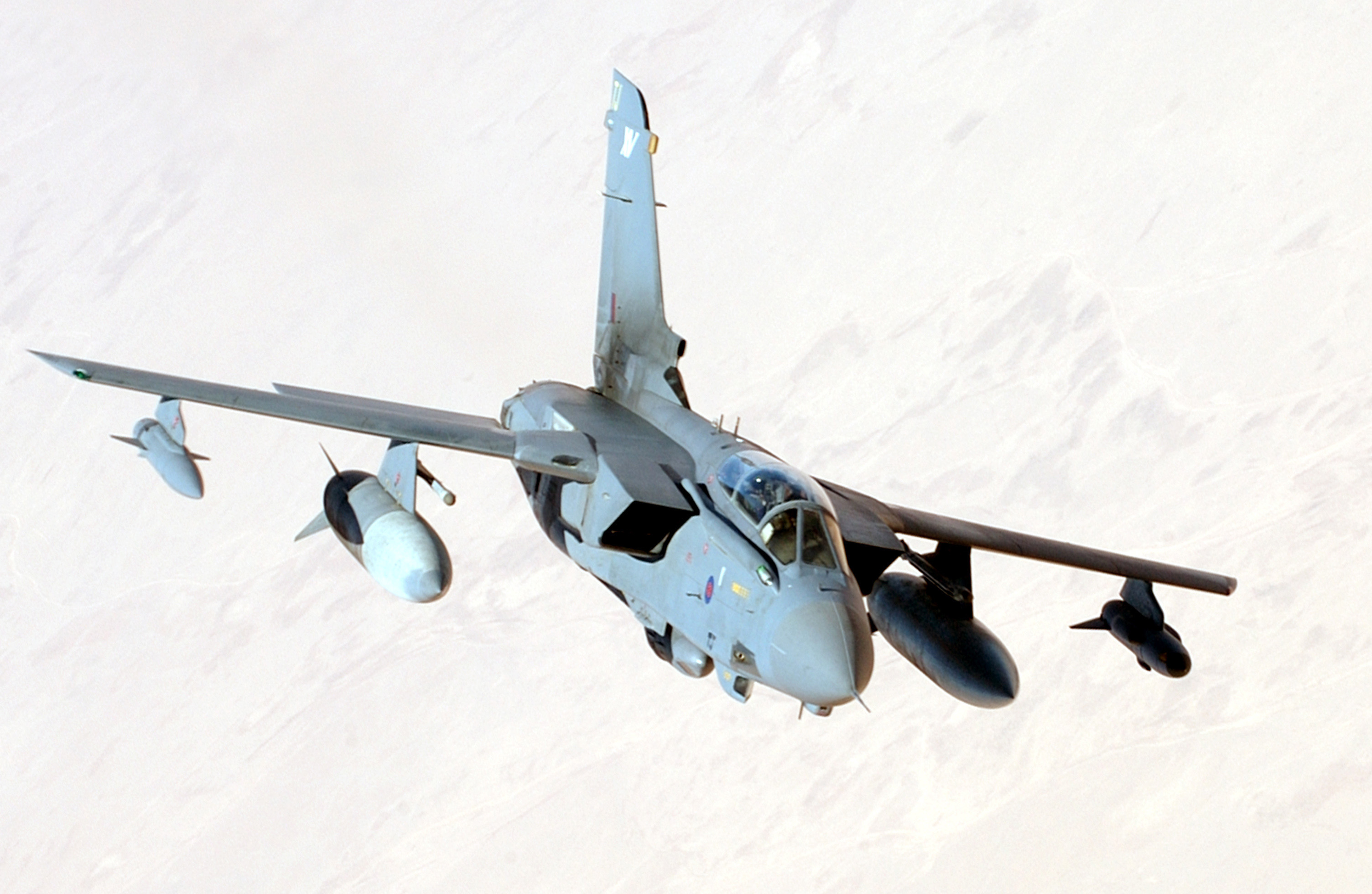
Chasseur RAF GR4 Tornado lors d'une mission au-dessus de l'Irak lors de l'opération Telic.

Dans le cadre de la contribution britannique (nom de code opération Veritas) à l'invasion de l'Afghanistan en 2001 au début de la guerre d'Afghanistan, la RAF fournit un soutien aux États-Unis en déployant des ravitailleurs en vol et des avions de reconnaissance. Les hélicoptères Chinook fournissent un soutien aérien aux forces de la coalition. À la fin de 2004, dans le cadre de l'opération Herrick, les Harrier de la RAF sont basés à l'aérodrome de Kandahar en Afghanistan, opérant dans le rôle d'appui aérien rapproché contre les talibans. Les Harrier sont remplacés par une force équivalente de Tornados GR4 au printemps 2009. De mars à mai 2002, le 39e escadron participe à l'opération Ramson, à la recherche de menaces terroristes en Somalie.
L'invasion de l'Irak en 2003 voit un important déploiement aérien dans le Golfe, y compris des avions d'attaque de la RAF. Elle organise également la base pour les 4 bombardiers américains B-52 attaquant l'Irak presque chaque nuit. Les seules pertes de la RAF se produisent à la suite de tirs amis : un avion Tornado de la RAF est abattu par un missile Patriot américain, tuant à la fois son pilote et l'opérateur des systèmes d'armes en raison d'une erreur de reconnaissance du missile ; un avion de transport Hercules est abattu par des tirs au sol tuant les dix personnes à bord juste après son décollage de l'aérodrome contrôlé par les forces américaines. À la suite de l'occupation du sud de l'Irak par les forces britanniques, la RAF est déployée à Bassorah. Dans le cadre de l'opération Telic, des hélicoptères Merlin, Puma et Chinook sont déployés depuis Bassorah, protégés par le RAF Regiment, formant la 903e Expeditionary Air Wing.
En janvier 2013, la BBC rapporte une aide de la RAF pour l'opération Serval – mission dirigée par la France contre les militants islamistes au Mali. La contribution du Royaume-Uni est baptisée opération Newcombe, les C-17 Globemasters du 99e escadron transportent des véhicules blindés français de la base aérienne française d'Évreux à Bamako. La RAF déploya également un avion Sentinel R1 à la demande des Français pour le soutien de la surveillance.
D'après The Guardian, la RAF mène l'opération Turus en réponse à l'enlèvement d'écolières de Chibok par Boko Haram au Nigeria en avril 2014. Une source impliquée dans l'opération déclare à l'Observer que « les filles sont localisées au cours des premières semaines de la mission de la RAF » et que « nous [la RAF] avons proposé de les sauver, essuyant un refus du gouvernement nigérian ». Les élèves seront ensuite suivies par avion malgré leurs dispersions en groupes de plus en plus petits au cours des mois suivants. En avril 2018, Ahmad Salkida, un journaliste nigérian ayant participé à des négociations avec Boko Haram, déclare que seulement 15 des 112 jeunes filles encore portées disparues sont encore en vie.
La RAF participe actuellement à l'intervention militaire internationale contre EI, la participation britannique porte le nom de code d'operation Shader. S'envolant depuis les bases de la RAF à Chypre, ils revendiquent avoir détruit plusieurs cibles de l'État islamique, fourni une aide humanitaire en Irak (depuis 2014) et mené des missions de surveillance en Syrie.
En 2015, les Puma de la RAF sont déployés en Afghanistan dans le cadre de l'opération Toral, pour fournir un soutien héliporté aux forces de l'OTAN menant la mission Resolute Support avec les forces de sécurité afghanes.
En septembre 2018, Forces.net rapporte que des hélicoptères et du personnel de la RAF Chinook auraient été déployés au Mali pour soutenir l'opération Barkhane – la poursuite de l'opération antiterroriste française au Mali.

### Guerre civile libyenne
En 2011, la RAF joue un rôle important dans l'intervention de l'OTAN en Libye. La participation britannique porte le nom de code d'opération Ellamy. Dans le domaine de l'aérien, l'opération implique le déploiement de chasseurs multirôles Typhoon, d'un avion d'interdicteur / frappe Tornado GR4 d'un avion Sentry AEW.1 AWACS, d'un avion de renseignement électromagnétique Nimrod R1,, d'un avion radar à distance Sentinel R1, des ravitailleurs air-air VC10 et des ravitailleurs air-air TriStar.

### Autres opérations et activités

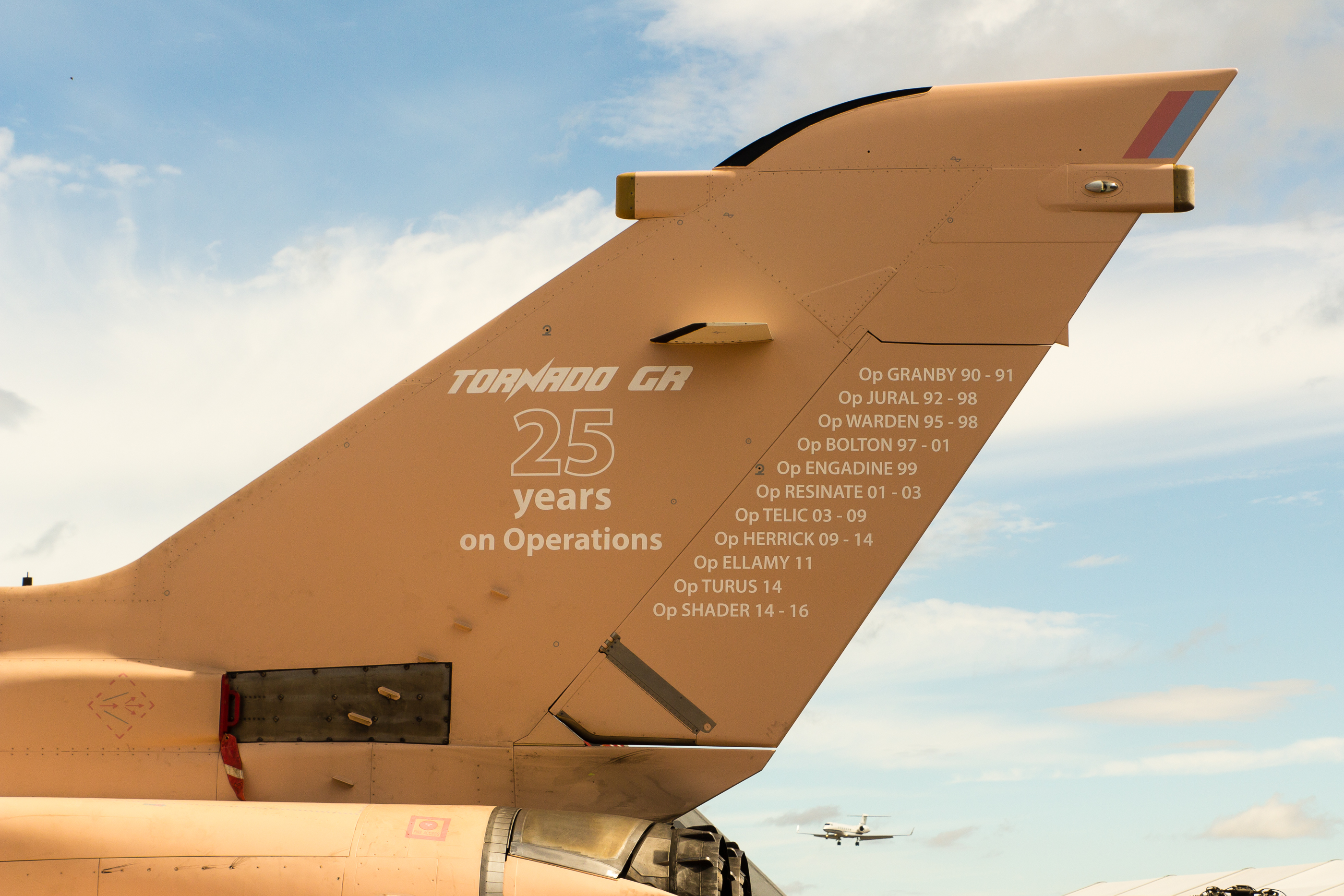
Queue de Tornado GR4 ZG750, marquant les 25 ans d'exploitation du Tornado GR, au salon aéronautique de Farnborough en 2016.

En 2004, quatre Panavia Tornado F.3 de la RAF sont déployés dans les États baltes pendant trois mois pour fournir la contribution britannique à l'opération Baltic Air Policing et en 2005, des avions de soutien et de transport sont envoyés en Asie du Sud-Est à la suite du séisme et du tsunami de 2004 dans l'océan Indien afin de fournir un soutien humanitaire.
Le 90e anniversaire de la RAF est commémoré le 1er avril 2008 par un défilé aérien de 9 Red Arrowss et de 4 Typhoon le long de la Tamise, en ligne droite en passant juste au sud du London City Airport Tower Bridge, du London Eye, du Royal Air Force Memorial et (à 13 h 00) au-dessus du bâtiment du ministère de la Défense.
En septembre 2016, quatre avions de chasse Typhoon du 2e escadron (accompagnés d'avions Voyager de soutien des 10e et 101e escadrons, ainsi que des avions de transport C-17 Globemaster) rejoignent la Corée du Sud pour participer à des manœuvres « Invincible Shield ». C'est la première fois que la Corée du Sud organise un exercice aérien majeur avec une armée de l'air autre que les États-Unis. L'objectif de l'exercice est d'améliorer l'interopérabilité entre la RAF, l'armée de l'air coréenne et l'USAF, tout en approfondissant le partenariat entre le Royaume-Uni et la République de Corée en matière de sécurité et de défense,. En octobre 2016, l'armée de l'air rejoint le Japon dans le cadre du même exercice où elle prend part aux premiers exercices conjoints avec la force d'autodéfense aérienne japonaise, les moyens aériens sud-coréens et de l'USAF, ayant également participé. Ces manœuvres ont pour but d'améliorer la capacité conjointes pour des frappes de cibles clés en Corée du Nord, y compris des installations militaires et celles liées au chef du régime, Kim Jong-un. Connu au Japon sous le nom d'exercice « Guardian North 16 », celui-ci s'achève début novembre,. Les opérations en Corée du Sud comprenaient la première collaboration d'avions de chasses entre le Royaume-Uni et la République de Corée, qui s'est déroulée du 4 au 11 novembre.
La RAF célèbre son 100e anniversaire le 1er avril 2018 et pour commémorer cet exploit, une série d'événements spéciaux et de célébrations ont eu lieu tout au long de l'année.

## Effectif
Après la fin de la Première Guerre mondiale, la taille de la RAF est considérablement réduite et ne sera reconstruite en nombre significatif que dans les années précédant la Seconde Guerre mondiale. À son apogée pendant la guerre, un million de militaires servent dans cette armée. À la suite de la démobilisation à partir de 1945, la RAF diminua régulièrement en nombre.
| Année                   | 1918       | 1951       | 1975       | 1985       | 1993       | 1997       | 2005 / 2006, | 2009       | 2011       | 2012       | 2015       |
| ----------------------- | ---------- | ---------- | ---------- | ---------- | ---------- | ---------- | ------------ | ---------- | ---------- | ---------- | ---------- |
| Réguliers               | 316 170    | 148 900    | 95 000     | 93 400     | 80 900     | 56 900     | 48 700       | 43 800     | 40 090     | 38 930     | 31 830     |
| Service national        | non défini | 88 900     | non défini | non défini | non défini | non défini | non défini   | non défini | non défini | non défini | non défini |
| Réservistes réguliers   | non défini | non défini | non défini | 29 800     | 46 100     | 45 400     | 35 000       | 35 160     | 6 900,     | 6 660      | 2 220      |
| Réservistes volontaires | non défini | 18 100     | non défini | 1 200      | 1 800      | 1 400      | 1 400        | 1 480      | 1 360,     | 1 360      | 2 220      |

### Sources et bibliographie
- Chaz Bowyer, RAF Operations 1918–1938, London, William Kimber, 1988 (ISBN 0-7183-0671-6)
- Finn, C. J. et al. (2004). Air Publication 3003 - A Brief History of the Royal Air Force. HMSO
- Flintham, Vic (2009). High Stakes - Britain's Air Arms in Action 1945-1990 Pen and Sword  (ISBN 978 1 84415 815 7)
- Chant, Christopher (1993). The History of the RAF. Regency House Publishing.  (ISBN 1-85361-126-3)
- Ferté, Philiip Joubert de la. The Birds and the Fishes: The Story of Coastal Command. Hutchinson. 1960. (No ISBN) (OCLC 223965469).
- Halpenny, Bruce, To Shatter the Sky: Bomber Airfield at War  (ISBN 978-0-85059-678-6)
- Halpenny, Bruce Fight for the Sky: Stories of Wartime Fighter Pilots  (ISBN 978-0-85059-749-3)
- Orange, Vincent (1990). Coningham: A Biography of Air Marshal Sir Arthur Coningham Methuen Publishing  (ISBN 978-0413145802)
- Robinson, Derek (2005). Invasion 1940: The truth about the Battle of Britain and what stopped Hitler Constable  (ISBN 1845291514)
- Till, Geoffey (1979). Air Power and the Royal Navy, 1914–1945: An historical survey Macdonald's and Janes  (ISBN 0354012045)

#### Historiographie
- MacKenzie, S. P. "Per Ardua: Achievements, issues, and opportunities in writing the history of the Royal Air Force." War & Society 39.4 (2020): 310-325.